# 내정 불간섭의 원칙
내정 불간섭의 원칙(內政不干涉의原則, 영어: non-interventionism, non-intervention) 또는 불간섭주의(不干涉主義)는 한 국가는 타국의 국내문제에 대하여 간섭(개입, intervention)하면 안된다는 국제관습법이다. 국가간의 내정 간섭 금지는 유엔 헌장 제2조 1항의 주권평등원칙에 기초하고, 유엔의 회원국에 대한 내정간섭금지는 유엔 헌장 제2조 7항에 기초한다. 이와 관련된 유명한 유엔 총회 결의로 1970년 우호관계선언이 있으며, 유명한 재판으로는 1986년 니카라과 사건이 있다. 니카라과 사건에서 국제사법재판소는 우호관계선언을 국제관습법으로 판시했기 때문에, 국내문제불간섭원칙을 명문화 한 문서는 우호관계선언이 존재한다고 볼 수 있다.

## 개인
내정 불간섭의 의무는 정부기관에만 부여되는 의무이며, 개인, 민간회사, 비정부 시민단체(NGO)는 내정간섭을 해도 된다. 따라서, 국영언론사나 외교관이나 정보기관원이 외국의 민주화시위나 인권문제 등에 개입하면 내정 불간섭의 원칙 위반이 될 수 있으나, 개인, 민간언론사, 시민단체가 외국의 민주화시위나 인권문제 등에 개입하면 내정 불간섭의 원칙 위반이 아니다.

## 국내문제의 개념
국내문제란 국제법에 의해 직접 규율되지 않음으로써, 일국이 타국의 간섭없이 단독 임의로 처리할 수 있는 사항을 말하는데, 이는 영토적 개념이 아니다.
- 국내문제 개념은 유동적 상대적이다

오늘날, 국제법의 영역확대와 더불어 국내문제가 대체로 축소되고 있다. 특히 자국민에 대한 인권탄압에 대한 제3국의 간섭, 인도적 간섭이 증가하고 있다. 세계 최초로 인권이란 개념을 선언한 나라는 200년 전 세계 최초의 근대적 성문헌법인 미국 헌법이 제정되면서 부터다.
- 전속적 국내문제

정부형태, 국제법의 국내적 도입절차, 조약체결권자의 결정 등을 들 수 있다.

## 간섭
간섭 또는 개입(intervention)이란 하나 이상의 국가가 국제법상 근거 없이 타국의 국내 문제에 그 의사에 반해 무력적, 정치적, 경제적 압력의 방법으로 자국의 의사를 강요하는 것을 말한다.

### 간섭의 수단과 유형
서방 선진국가들은 무력위협 또는 무력사용이 있어야 내정간섭이 된다는 반면에, 제3세계 후진국가들은 무력만이 아니라 경제원조의 일방적 중단도 금지되는 내정간섭이라고 주장하여 견해가 대립되고 있다.
ICJ는 1986년 니카라과 사건에서 타국가의 영토 내의 반란세력을 지원하는 행위 그 자체가 비군사적이라 하더라도 간섭에 해당하며, 무기 등의 지원과 같은 간접적인 군사지원은 간섭에 해당하는 것은 물론이고, UN헌장 제2조 제4항이 금지하고 있는 불법적인 무력행사나 위협에 해당하나, 자위권의 대상이 되는 무력공격으로는 간주되지 않는다고 판시하였다. 다만, 경제원조의 일방적 중단은 간섭에 해당하지 않는다고 판시했다.
선진국은 후진국에 경제원조를 하고 있는 것이 일반적이기 때문에, 국제사법재판소가 1986년 니카라과 사건에서 경제원조의 일방적 중단은 내정간섭이 아니라고 판시하였으므로, 선진국은 사실상 후진국에 대해 경제원조의 일방적 중단을 무기로 하여 무제한적으로 내정간섭을 할 수 있다는 의미가 있다. 예를 들면, 남한은 북한에 매년 1조원 어치의 쌀과 비료, 대략 북한 식량필요분의 절반 정도를 경제원조해 왔는데, 북한의 핵실험 등 이런 저런 조치들에 대한 불만으로 2008년 이명박 정부 출법 직후부터 쌀과 비료 지원을 전면 중단했다. 경제원조의 일방적 중단은 국제법상 불법행위가 아니다.

### 적법한 간섭
내정 불간섭의 원칙상 금지되는 간섭은 불법한 간섭만을 의미하며, 다음과 같은 적법한 간섭은 할 수 있다:
1. 조약에 의한 간섭: 조약은 해당국이 내정간섭을 동의했다는 의미가 있다.
2. 권리남용에 대한 간섭: 권리남용으로 말미암아 타국의 권익에 부당한 침해를 초래할 경우 피해국은 당연히 그 권리남용에 대한 침해의 중지와 구제를 요구할 수 있다.
3. 국제법위반에 대한 간섭: 국가가 국제강행규범에 위반되는 행위를 한 경우, 국제위법행위를 저지하기 위해 타국이 행하는 간섭은 적법한 것으로 인정된다.
4. 정통정부의 유효한 요청에 의한 간섭: 정통정부의 요청이라도 국제강행규범에 배치되지 않아야 하며, 민족자결권행사를 하는 반란단체의 요청은 국제강행규범과 양립하므로 그 요청에 응하는 것은 적법한 간섭이다.
5. 자위권에 의한 간섭
6. UN 헌장 제7장상의 간섭 : UN의 결정에 불복하는 회원국은 UN 헌장 제7장에 의해 강제조치를 당할 수 있다. 일종의 조약에 의한 간섭이다.

### 인도적 간섭
인도적 간섭의 적법성에 대한 논의가 있다. 인도적 간섭이란, 타국 정부의 내국인 인권탄압에 대해 제3국 정부가 이를 이유로 내정간섭을 할 수 있는가의 논의로서, 금지된다는 것이 일반적이다. 그러나, 제3국 정부는 인권문제로 내정간섭을 할 수는 없지만, 개인, 민간언론사 등 사기업, NGO는 정부기관이 아니기 때문에 인권문제로 내정간섭을 할 수 있다. 또한 1986년 니카라과 사건에서 국제사법재판소는 경제원조의 일방적 중단은 내정간섭이 아니라고 판시했기 때문에, 경제원조를 받는 후진국이 자국민에 대해 인권탄압을 하였다는 이유로 경제원조를 하는 선진국이 일방적으로 원조를 중단해도 국제법 위반행위가 아니다.

## 같이 보기
- 프라임 디렉티브 - 미국 TV 드라마 스타 트렉에서 나오는 유사한 원칙
- 니카라과 사건
- 인도에 반한 죄
- 간섭주의 - 불간섭주의와 반대된다.